# Liste der Erzbischöfe von Kreta
Die folgenden Personen waren orthodoxe Erzbischöfe und Metropoliten von Kreta (Griechenland):

## Römische Periode (bis 395)
- Heiliger Titus (55/64–105)
- Artemas
- Philippos (160/170–180/192)
- Dioskoros
- (Miron ?–249)
- Kreskes ~256
- Kyril (?–23. Februar 303 / 1. Mai 305)
- Miron (?–~350)
- Petros ?
- Paulos I. ?

## Erste byzantinische Periode (395–824)
- Iconios (~431)
- Martirios (~451)
- Teodoros (~553)
- Johannes I. (~597)
- Paulos II. (~667)
- Eumenios (?–~668)
- Basilios I. (vor 680–nach 692)
- Heiliger Andreas von Jerusalem (692/712–726/740)
- Elia I. (~787)
- Johannes II. (?)
- Stephanos I. (?)
- Nicetas I. (?)
- Nicetas II. (?)
- Basilios II. (823–828?)

## Arabische Periode (824–961)
- Basilios II. (823–828?)
- Basilios III. (~879)
- Elia II. (~ 920–961)

## Zweite byzantinische Periode (961–1204)
- Andreas II. (<1000)
- Nicetas III.
- Stefan II. (~ 1028)
- Johannes III. (1116–1172?)
- Leon (?)
- Michail (?)
- Konstantios I.  (?)
- Elia III. (?)
- Basilios IV. (?)
- Konstantios II. (?)
- Nicolaos I. (~ 1204)

## Venetianische Periode (13. Jahrhundert bis 1645)
- Johannes IV.  (?)
- Manuel I.  (?)
- Manuel II.  (?)
- Nicolaos II.  (?)
- Niceforo I. Moschopoulos (1285–1322)
- Macarios (~1357)
- Anthimos il Confessore (~1371)
- Ignatios (~1381)
- Prochoros (~1410)
- Paisios (~1439)
- Belisarios (~1499)

## Osmanische Periode (1645–1898)
- Neophytos Patellaros (1646–1679)
- Nikephoros II. Skotakis (1679–1683)
- Kallinikos I. (1683–1685?)
- Arsenios I. (1687–1688)
- Athanasios Kallipolitis (1688–1697)
- Kallinikos II. (1697–1702)
- Arsenios II. (1702–1704)
- Ioasaph (1704–1711)
- Konstantios III. (1711–1716) (1. Mal)
- Gerasimos I. (1716–1718)
- Konstantios III. (7. Dezember 1718–1722) (2. Mal)
- Daniil (1722–1725)
- Gerasimos II. (1725–2. Januar 1756)
- (Anthimos II. 2. Januar 1756–6. Februar 1756)
- Gerasimos III. (6. Februar 1756–Juli 1769)
- Zacharias (Juli 1769–Mai 1786)
- Maximos (19. Mai 1786–4. Mai 1800)
- Gerasimos IV. (1800–6. Juli 1821)
- Methodios (1823)
- Kallinikos III. (März/April 1823–1830)
- Meletios I. (Januar/Februar 1831–1839)
- Porphyrios (August/September 1839–21. September 1839)
- Kallinikos IV. (September/Oktober 1839–24. Februar 1842)
- Kallinikos V. (13. März 1842–1843)
- Chrysanthos (Dezember 1843/Januar 1844–5. September 1850)
- Sophronios I. (5. September 1850–Dezember 1850/Januar 1851)
- Dionysios I. (Dezember 1850/Januar 1851–9. September 1856)
- Ioannikios (9. September 1856–1858)
- Dionysios II. (7. Aug 1858–28. November 1868)
- Meletios II. (28. November 1868–5. Dezember 1874) (1. Mal)
- Sophronios II. (5. Dezember 1874–21. Juni 1877)
- Meletios II. (21. Juni 1877–25. August 1882) (2. Mal)
- Timotheos I. (2. Oktober 1882–2. März 1897)

## Griechische Periode (seit 1898)
- Evmenios II. (24. Mai 1898–14. April 1920)
- Titos II. (7. März 1922–25. April 1933)
- Timotheos II. (22. Juli 1933–Januar 1941)
- Vasilios V. (8. April 1941–Januar 1950)
- Evgenios (23. Mai 1950–28. Februar 1967)

### Erzbischöfe von Kreta (seit 1967)
- Evgenios (28. Februar 1967–7. Februar 1978)
- Timotheos III. (10. März 1978–26. Juli 2006)
- Irénée (30. August 2006–heute)